# 401 Оттілія
401 Оттілія (401 Ottilia) — астероїд зовнішнього головного поясу, відкритий 16 березня 1895 року Максом Вольфом у Гейдельберзі.
Тіссеранів параметр щодо Юпітера — 3,149.